# Laila Soueif
Laila Soueif, née en 1956, est une militante égyptienne des droits de la femme et des droits des humains, mathématicienne et professeur à l'université du Caire. Elle est la veuve du militant Ahmed Seif El-Islam, arrêté et torturé à plusieurs reprises à partir des années 1970, mort en 2014,  et ses trois enfants sont également des militants de premier plan : Alaa Abdel Fattah, Sanaa Seif et Mona Seif. Sa sœur est la romancière Ahdaf Soueif.

## Biographie
Issue d’une famille progressiste, des professeurs d'université, opposée aux militaires comme aux Frères musulmans, Laila Soueif a participé à sa première manifestation en 1972, et est engagée dans un combat pour une société qu’elle souhaite plus juste et pour les libertés,.
Sa sœur, Ahdaf Soueif (qui est son aînée de quelques années) est une écrivaine de langue anglaise,,.
Elle fait son doctorat en France. Puis elle devient enseignante en mathématiques à l’université du Caire, où elle rencontre son mari, Ahmed Seif El-Islam,,. Elle est la fondatrice du Mouvement des professeurs du 9 mars pour l'indépendance des universités.
Elle a acquis une longue expérience de la prison. Elle et son mari ont  été plusieurs fois incarcérés. Dans l’Egypte dirigée par Hosni Moubarak, son mari, étudiant communiste devenu avocat, a été détenu pendant cinq ans, torturé et battu : « A l’époque où Seif [son mari] était en prison, les détenus pouvaient faire quelque chose, une fois franchi le cap des coups, de la torture, et celui du verdict. Seif a passé son diplôme en droit pendant sa détention, il a appris à lire à des analphabètes… Aujourd’hui, dans des prisons surpeuplées, les autorités pénitentiaires s’attachent délibérément à rendre la vie des détenus misérable », explique-t-elle. Ce mari est mort en 2014. 
Elle a deux de ses enfants en prison, incarcérés depuis 2019 pour le fils aîné, et depuis l’été 2020 pour sa fille la plus jeune, Sanaa Seif, qui est monteuse de films. La cadette, Mona Seif, chercheuse en cancérologie, a quitté l’Egypte en avril 2021, au moins provisoirement,. Ces prisons égyptiennes surpeuplées sont également de plus en plus touchées par la pandémie de Covid-19, et elle se bat aussi pour une réduction de la population carcérale.